# Велики канал
Велики канал, врло често Царски канал (кинески : 大 運河) познат и као Велики канал Пекинг-Хангџоу(кинески: 京 杭 大 運河) је најдужи постојећи канал или вештачка река на свету. Најстарији део канала потиче из 5. века пре нове ере а различити делови канала су коначно завршени и повезани у један за вријеме династије Суеј (581-618. ). Био је то највећи грађевински подухват на свету све до времена индустријске револуције . По завршетку, Велики канал чинио је кичму како Царства тако и царских континенталних комуникација, а захваљујући транспорту жита, пиринча и стратешких ресурса, Царство је остварило напредак који је омогућио  прехрану велике популације  . Поред транспорта, вода из канала користила се и за наводњавање .
Изградња канала проистекла је из потребе повезивања  северних и јужних делова Кине сугурним,  воденим путем. Због конфигурације тла, готово све велике пловне реке у Кини теку са запада на исток, а реке које су текле окомите на њих (север - југ) биле су само у унутрашњости и несигурне за пловидбу. То је била једна од препрека јачој међусобној интеграцији ових подручја, што је делимично олакшано изградњом овог канала.
До 13. века Велики канал је имао више од 2.000 км вештачких пролаза који су повезивали две најважније кинеске речне долине, од Пекинга на северу до провинције Џеђанг на југу. Кроз историју је играо одлучујућу улогу у обезбеђивању економског напретка и стабилности Кине, а његова улога као важне унутрашње комуникације, остала је до данас  . Укупна дужина Царског канала данас износи око 1.770 км . Канал достиже највећу надморску висину у планинама Шандунг и износи око 42 метара изнад нивоа мора  . Након што је у 10. веку (за време династије Сунг ) осмишљена могућност премошћавања висинских разлика у каналу уз помоћ устава , па кинески бродови више нису имали проблема и пловили су целом дужином канала без претовара ( што је до тада било неопходно). О димензијама и величанствености канала и њиховом дивљењу према њему , писали су многи историчари , укључујући јапанског монаха  укључујући јапанског монаха Енина (794-864), персијски историчар Рашид ал-Дин Хамаданија (1247-1318) и корејски званичник Чве Пуа , 1454 - 1504 )   .
Повремене поплаве Жуте реке угрожавале су сигурност и функционалност канала, а током ратова високи насипи дуж Жуте реке намерно су рушени како би поплавили непријатељске снаге. То је изазивало велике људске несреће и економске потешкоће. Упркос овим повременим периодима разарања и престанка употребе, Велики канал је вековима играо огромну улогу у развоју и расту тржишта кинеских градских центара.